# Sparta Prague
Pour l’article homonyme, voir Sparta.
Le Sparta Prague (en tchèque Sparta Praha) est un club omnisports tchèque basé à Prague.

## Principales sections
- AC Sparta Praha - athlétisme
- AC Sparta Prague – football
- AC Sparta Prague - cyclisme
- HC Sparta Prague – hockey sur glace
- BC Sparta Prague – basket-ball
- BLC Sparta Prague - basket-ball féminin
- RC Sparta Prague – rugby à XV
- OK Sparta Prague – course d'orientation
- AC Sparta Prague (unihockey) – unihockey
- TK Sparta Prague – danse

## Tennis de table
Les premières équipes hommes et femmes du club ont remporté à plusieurs reprises les Coupes d'Europe (Coupe d'Europe des clubs champions et Coupe des Villes de Foires) dans les années 1970. Les deux équipes du club ont réalisé un magnifique exploit en 1975 en remportant tous les deux la Coupe d'Europe des Clubs Champions.

### Palmarès hommes
- Vainqueur de la Coupe d'Europe des Clubs Champions en 1975, 1977 et 1978
- Vainqueur de la Coupe des Villes de Foires en 1967
- Finaliste de la Coupe d'Europe des Clubs Champions en 1976

### Palmarès Dames
- Vainqueur de la Coupe d'Europe des Clubs Champions en 1975
- Vainqueur de la Coupe des Villes de Foires en 1977
- Finaliste de la Coupe d'Europe des Clubs Champions en 1967, 1968 et 1976